# ألبرت فوغل
ألبرت فوغل (بالهولندية: Albert Vogel sr.)‏ هو كاتب هولندي، ولد في 18 يونيو 1874 في بيرخن أوب زووم في هولندا، وتوفي في 8 نوفمبر 1933.

## معرض صور

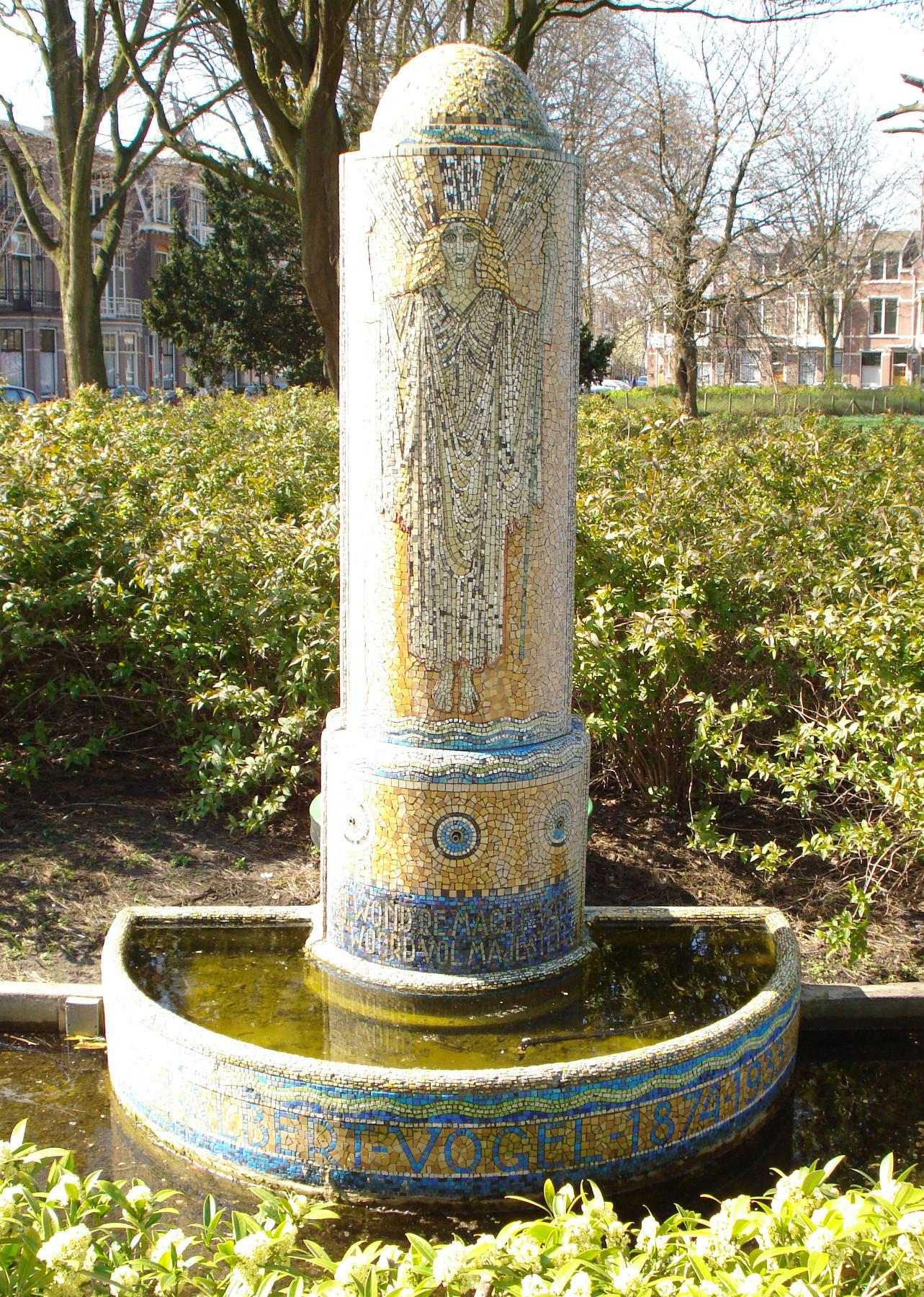
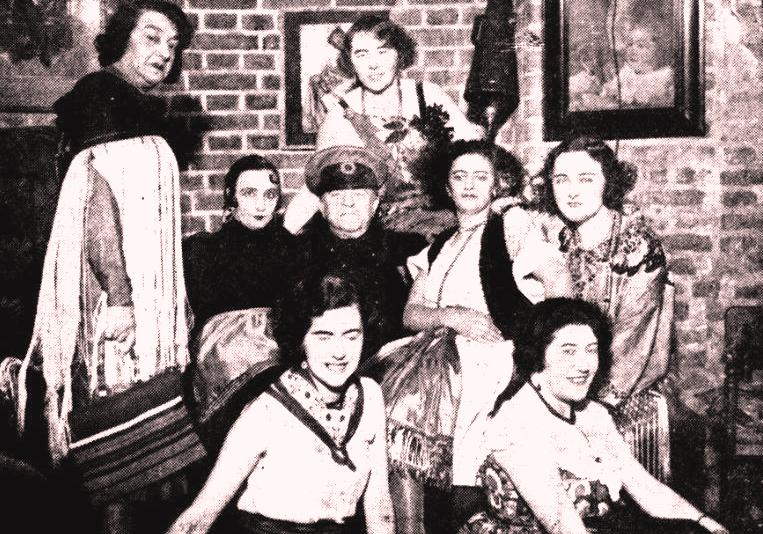
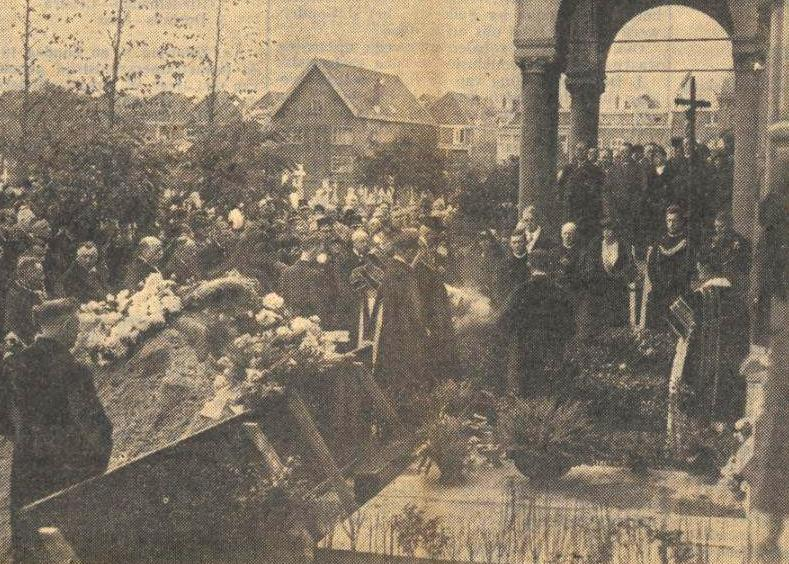